# Bohanec
Bohanec je priimek v Sloveniji, ki ga je po podatkih Statističnega urada Republike Slovenije na dan 1. januarja 2010 uporabljalo 56 oseb in je med vsemi priimki po pogostosti uporabe uvrščen na 6.936. mesto.

## Znani nosilci priimka
- Borut Bohanec (*1954), agronom, genetik, univ. profesor
- Franček Bohanec (1923—2010), književnik (pisatelj), urednik, literarni kritik, publicist, šolnik
- Marko Bohanec (*1958), računalnikar, nekdanji predsednik Slovenskega društva za umetno inteligenco
- Simona Bohanec (*1961), kemičarka
- Slavko Bohanec (1929—2012), učitelj, politik